# Boligee
Boligee is een plaats (town) in de Amerikaanse staat Alabama, en valt bestuurlijk gezien onder Greene County.

## Demografie
Bij de volkstelling in 2000 werd het aantal inwoners vastgesteld op 369.
In 2006 is het aantal inwoners door het United States Census Bureau geschat op 350, een daling van 19 (-5,1%).

## Geografie
Volgens het United States Census Bureau beslaat de plaats een oppervlakte van
10,2 km², geheel bestaande uit land. Boligee ligt op ongeveer 40 m boven zeeniveau.

## Plaatsen in de nabije omgeving
De onderstaande figuur toont de plaatsen in een straal van 32 km rond Boligee.